# روكي سميث
روكي سميث (24 أكتوبر 1954 في الولايات المتحدة - ) (بالإنجليزية: Rocky Smith)‏ هو لاعب كرة سلة أمريكي في مركز مدافع مسدد الهدف.

## وصلات خارجية
- روكي سميث على موقع كلية كرة السلة في سبورتس رفرنس.كوم (الإنجليزية)